# Říčky (Lučina)
Die Říčky, am Unterlauf auch Pazderna, Pazderuvka bzw. Pazderůvka, (deutsch Bruzowka) ist ein linker Nebenfluss der Lučina in Tschechien.

## Verlauf
Die Říčky entspringt nordöstlich von Frýdek bei Nové Dvorý im Wald Frýdecký les in den Ausläufern des Beskidenvorlandes. An ihrem Lauf nach Nordosten liegen Na Skotni und Bruzovice. Nach sechs Kilometern mündet die Říčky südwestlich von Žermanice unterhalb der Talsperre Žermanice bei der Siedlung Na Pustkách in die Lučina.

## Zuflüsse
- Porubčok bzw. Porubček (r), Bruzovice
- Bruzovka (l), Bruzovice
- Pazderna (r), bei Lučina